# Aleksandr Wołkow (1910–1990)
Aleksandr Pietrowicz Wołkow (ros. Александр Петрович Волков, ur. 20 października 1910 we wsi Widogoszczi w guberni twerskiej, zm. 27 grudnia 1990 w Moskwie) – radziecki polityk, przewodniczący Rady Związku Rady Najwyższej ZSRR (1954-1956), przewodniczący Komitetu Wykonawczego Moskiewskiej Rady Obwodowej (1952-1956), członek KC KPZR (1956-1971).

## Życiorys
Od 1931 w WKP(b), 1931-1936 studiował w Moskiewskim Instytucie Lotniczym, następnie konstruktor i szef grupy konstruktorskiej fabryk nr 22 i 84 w Moskwie oraz fabryki nr 124 w Kazaniu. 1939-1940 instruktor wydziału przemysłowego Komitetu Obwodowego WKP(b) w Moskwie, 1940-1941 zastępca kierownika wydziału obrony tego komitetu, 1941-1943 kierownik wydziału przemysłu lotniczego, w 1943 sekretarz Komitetu Obwodowego WKP(b) w Moskwie. 1943-1950 zastępca sekretarza ds. przemysłu lotniczego Komitetu Obwodowego WKP(b) w Moskwie, 1950-1952 ponownie sekretarz. Od 8 września 1952 do 25 czerwca 1956 przewodniczący Komitetu Wykonawczego Rady Obwodowej w Moskwie, równocześnie od 20 kwietnia 1954 do 14 lipca 1956 przewodniczący Rady Związku Rady Najwyższej ZSRR. Od 25 lutego 1956 do 30 marca 1971 członek KC KPZR, od 6 czerwca 1956 do lipca 1974 przewodniczący Państwowego Komitetu Rady Ministrów ZSRR ds. Zagadnień Pracy i Płacy, następnie na emeryturze. Deputowany do Rady Najwyższej ZSRR od 4 do 8 kadencji. Pochowany na Cmentarzu Nowodziewiczym w Moskwie.

## Odznaczenia
- Order Lenina (czterokrotnie)
- Order Czerwonego Sztandaru Pracy
- Order Wojny Ojczyźnianej II klasy
- Order „Znak Honoru”